# Pherotesia coiffaiti
Pherotesia coiffaiti är en fjärilsart som beskrevs av Claude Herbulot 1990. Pherotesia coiffaiti ingår i släktet Pherotesia och familjen mätare. Inga underarter finns listade i Catalogue of Life.